# Dalet

Fenickie dalet

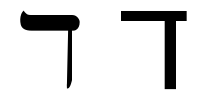
Litera dalet w kroju pisma (kolejno od prawej do lewej): nowoczesnym bezszeryfowym i tradycyjnym

Dalet (ד,د) – czwarta litera alfabetów semickich, m.in. alfabetu fenickiego, alfabetu aramejskiego, alfabetu arabskiego, alfabetu hebrajskiego, odpowiadająca liczbie 4.
W języku hebrajskim litera ד oznacza dźwięk [d], jak np. דבש (trb. dwasz) – miód.